# Ксенія Паїч
Ксенія Паїч (хорв. Ksenija Pajić; нар.30 червня 1961, Рієка, СФРЮ) — югославська та хорватська акторка. 

## Життєпис
Народилася 30 червня 1961 року в Рієка, Хорватія, Югославія. 
Закінчила в Загребі у 1984 році Академію драматичного мистецтва. З 1984 року на театральній сцені. З 1986 року акторка театру «Gavella».

## Ролі в театрі
- Як важливо бути серйозним (Оскар Вайльд) — Ґвендоліна Ферфакс
- Вишневий сад (Антон Чехов) —
- Місяць в селі (Іван Тургенєв) — Лізавета Богданова
- Мізантроп (Мольєр)
- Ах, Нора, Нора! — Нора Гельмер

## Вибіркова фільмографія
- 1986 — «Навіки вірна дружина» — Даша
- 1987 — «Офіцер з трояндою» — Матильда Іванчич
- 1988 — «Життя з дядьком» — Вероніка
- 1999 — «Привид маршала Тіто»
- 2003 — «Гола земля» — Головна роль